# Musikklass
En musikklass är en skolklass där läroplan och timplan ändrats något för att bereda mer tid åt ämnet musik – framför allt sång. Genom att samla musikintresserade elever till samma skola underlättas utbildning i körsång.
Många kommuner har idag inrättat musikklasser. Dessa har ofta olika profilering av verksamheten, till exempel med mer eller mindre inslag av instrumentalmusik eller musikteori. Vanligt är att de omfattar elever från årskurs 4 till årskurs 9.
De första musikklasserna i Sverige, Stockholms folkskolors sångklasser, inrättades 1939 i Adolf Fredriks skola i Stockholm på initiativ av Hugo Hammarström.
Under 1960-talet startar Norrköping 1960 och Västerås 1962 musikklasser, 
och under 1980-talet är det ytterligare 10 kommuner som startar musikklasser, Uppsala 1982, Sollentuna 1983, Botkyrka 1984, Nacka 1984, Täby 1984, Linköping 1985, Göteborg (Brunnsbo) 1985,  Tyresö 1985, Vellinge 1985 och Haninge 1988
I början av 1990-talet sköljer nästa musikklassvåg fram och idag finns det över 70 musikklasser för grundskoleelever i landet.
Förutsättningarna för det utökade antalet musikklasser är dels förändringar i läroplanen genom åren men även friskolereformen har bidragit till ett utökat antal profilklasser med andra inriktningar som t.ex. dans, teater och idrott.

Musikklasser som är en grundskoleverksamhet skall inte förväxlas med verksamheten inom den Kommunala musikskolan eller Kommunala kulturskolan som är en frivillig musikutbildning i kommunal regi.

Första musikklasserna på gymnasiestadiet i Sverige inrättades 1959, som en påbyggnad på den befintliga musikskoleverksamheten i Adolf Fredriks skola. Numer bär verksamheten namnet Stockholms musikgymnasium.
I Finland finns ett välkänt musikgymnasium i Kaustby inriktat på instrumental folkmusik.

## Exempel på musikklasser
- Adolf Fredriks musikklasser / Stockholms musikklasser
- Norrköpings Musikklasser
- Västerås Musikklasser[3]
- Uppsala Musikklasser
- Sollentuna musikklasser
- Botkyrka Musikklasser
- Nacka musikklasser
- Täby Musikklasser[4]
- Linköping Musikklaser
- Brunnsbo musikklasser (Göteborg)
- Tyresö musikklasser
- Vellinge Musikklaaser
- Haninge Musikklasser
- Järfälla Musikklasser[5]
- Gamla Stadens Musikklasser (Eskilstuna)